# Alcantarilla
Alcantarilla é um município da Espanha na província e comunidade autónoma de Múrcia. Tem 15,7 km² de área e em 2021 tinha 42 559 habitantes (densidade: 2 710,8 hab./km²).
É banhado pelo rio Segura. É um centro produtor de frutas e hortaliças. Possui fábricas de conservas.

## Demografia
| Variação demográfica do município entre 1991 e 2004 | Variação demográfica do município entre 1991 e 2004 | Variação demográfica do município entre 1991 e 2004 | Variação demográfica do município entre 1991 e 2004 |
| --------------------------------------------------- | --------------------------------------------------- | --------------------------------------------------- | --------------------------------------------------- |
| 1991                                                | 1996                                                | 2001                                                | 2004                                                |
| 30144                                               | 31872                                               | 34303                                               | 36496                                               |